# グラマトロジーについて
『グラマトロジーについて』（仏：De la grammatologie）は、1967年に出版されたデリダの著書である。本書は、イギリス文学研究において批評理論が活発に議論された時期に発表された。ソシュールの言語理論を踏まえながら不可知論の立場に立脚して、テクスト解釈の理論的な基礎を明らかにしている。さらにデリダの概念である脱構築を批評における方法論として示したのも本書の画期性とされる。

## 内容
デリダは議論の出発点として存在の問題を示している。哲学者ハイデガーはヨーロッパの形而上学において対象が「ある」ということは明晰なものとされており、その存在は意識にある意味で依存していると指摘する。つまり、現在という時間的な基準点から意識が成立していることが存在の条件として考えられる。この存在の性質を現前性と呼ぶと、これは言語の問題とも関連する。話し言葉としてのパロールと書き言葉のエクリチュールの関係において、パロールを特権的なものとみなす音声中心主義（en:Phonocentrism、この言葉は en:Logocentrism（ロゴス中心主義）を意識している）があると主張し、それが現前性によって根拠付けられていると論じている。このようにデリダはパロールとエクリチュールの関係と、その根源にある現前性を整理した上で、そのようなパロールの特権化という歪曲が生まれた原因である現前性に批判を加える。
デリダは現前性に対する批判のために、ソシュールが現前性を言語構造として考える場合に「意味するもの」と「意味されるもの」（存在）の関係として捉えていたことを指摘する。この関係において存在とは意味するものによって現前性を獲得する。ここでデリダは意味するものが存在の痕跡であると論じ、存在とは痕跡によって生まれるに過ぎないと考えた。つまり我々は存在を痕跡を通じてでしか捉えられず、デリダは現前性のために自明とされていた存在が痕跡であると主張した。加えてデリダは言葉の多義性について差延の概念から考察し、書き言葉によって自由な解釈を展開するこの可能性を示す。このような立場から行われる研究は、現前性に裏付けられた従来の探求とは全く異なる。それはデリダ自身が脱構築と定式化する方法論による研究である。デリダにとって脱構築とは、対象の体系や用語を内部から把握し、そこに内在する二項対立を明らかにしながら相手の意図と態度の矛盾を発見して対象の体系性を崩壊させることをさす。
本書第二部で、デリダの批判の矛先は、レヴィ=ストロースの構造主義や「ルソー主義」にも向けられる。デリダは、ジャン＝ジャック・ルソーが「充溢的で現前的な音声言語（パロール）という錯覚をも、また透明で無垢だと信じられている音声言語（パロール）における現前という錯覚をも、警戒している。（第二部第一章277ページ）」と述べ、「言語起源論」や「言語に関する試論」の再読解を求めている。そのうえで、「ルソーは、音声言語（パロール）以前に、またその中に現れる書差作用（エクリチュール）というものを考えることができなかった。（第二部第４章330ページ）」、「夢と警戒の対立は、また形而上学のひとつの表象（表現）ではあるまいか。（第二部第４章331ページ）」と述べ、「ルソーの夢」の限界を提示している。

## 日本語訳
- 『グラマトロジーについて　根源の彼方に　上下』　足立和浩訳、現代思潮社、1984年。

## 書誌情報
原書
- De la grammatologie, Les Éditions de Minuit, 1967.

英語訳
- Of Grammatology,  Johns Hopkins University Press, 1976.  - ガヤトリ・C・スピヴァクによる翻訳。1997年に改訂版が出た。
- Of Grammatology 40th anniversary edition  Johns Hopkins University Press, 2016.  - スピヴァクによる新訳。ジュディス・バトラーが序文を執筆した。